# Thái Bá Lợi
Thái Bá Lợi (sinh năm 1945) là nhà văn Việt Nam, được tặng Giải thưởng Nhà nước về Văn học Nghệ thuật năm 2012. Tác phẩm được nhiều người biết nhất của ông là truyện ngắn “Hai người trở lại Trung đoàn”.

## Tiểu sử
Thái Bá Lợi sinh ngày 8 tháng 4 năm 1945 tại xã Sơn Hải, huyện Quỳnh Lưu, tỉnh Nghệ An.
Ông nhập ngũ năm 1965. Huấn luyện xong, ông được chọn đi học lớp y sĩ. Sau khóa đào tạo quân y cấp tốc, ông được điều vào chiến trường. Đơn vị ông hoạt động ở những địa danh khốc liệt như Đường 9, thành phố Huế dịp Tết Mậu Thân, chiến trường Quân khu 5…
Năm 1971, sau hơn 5 năm làm quân y, Thái Bá Lợi được chuyển về Ban Văn học thuộc Cục chính trị Quân khu V viết văn, làm báo. Năm 1976, ông tham gia trại sáng tác quân khu 5. Đến năm 1979, ông theo học Trường viết văn Nguyễn Du khoá I.
Năm 1983, ông chuyển công tác về Hội Văn học Nghệ thuật Quảng Nam - Đà Nẵng (có lúc làm công tác tại Nhà xuất bản Đà Nẵng) cho đến khi về hưu.
Ông là hội viên Hội nhà văn Việt Nam từ năm 1977.
Hiện ông sống và làm việc tại Đà Nẵng.

## Sự nghiệp
Thái Bá Lợi bắt đầu nổi tiếng trên văn đàn bằng truyện ngắn “Hai người trở lại Trung đoàn”. Sau khi "Hai người trở lại trung đoàn" được xuất bản thì những người viết văn cả nước đều nể phục Thái Bá Lợi. Truyện ngắn này, sau khi được in ra, ngay lập tức có hai luồng dư luận đối nghịch nhau. Bên khen ngợi, cho rằng Thái Bá Lợi xứng đáng là nhà văn có cái nhìn dũng cảm và chính xác về mình, về thế hệ mình. Bên phản đối, cho rằng đây là một cách nhìn sai lệch về người lính cách mạng. Bên này cho rằng, những con người hiển hách như vậy, sau chiến tranh, sẽ càng hiển hách hơn, không bao giờ có chuyện sa ngã. Sự thật sau đó ngày càng chứng tỏ, cách nhìn nhận cảnh tỉnh của Thái Bá Lợi không hề lệch lạc. Những vấn đề hậu chiến của người lính, của hậu phương người lính, của cả một loạt những vấn đề nóng mới nảy sinh trong xã hội thời bình sau chiến tranh.
Thái Bá Lợi có một gia tài văn xuôi khá đồ sộ. Về tiểu thuyết có: Thung lũng thử thách (1978); Họ cùng thời với những ai (1981); Còn lại với thời gian (1989); Trùng tu (2003); Khê mama (2004); Minh sư (2010). Về truyện có Bán đảo (1983); Đội hành quyết (truyện ngắn, 1994)... 
Ông đã giành được các giải thưởng văn học: Giải thưởng tạp chí Văn nghệ quân đội (1974) với truyện ngắn Lòng cha; Giải thưởng Hội Nhà văn Việt Nam (1983) với tiểu thuyết Họ cùng thời với những ai; Giải A, Ủy ban toàn quốc Liên hiệp các hội Văn học Nghệ thuật Việt Nam (2004) với tiểu thuyết Trùng tu; Giải B (không có giải A), Giải thưởng Văn học Nghệ thuật thành phố Đà Nẵng (2001 - 2005) với tiểu thuyết Khê ma ma; Giải thưởng Hội Nhà văn Việt Nam (2010); Giải thưởng văn học Đông Nam Á (S.E.A Write Award) (2013) với tiểu thuyết Minh sư.
Tiểu thuyết “Câu chuyện Đà Nẵng” của Thái Bá Lợi khiến dư luận xôn xao vì ông sử dụng khá nhiều nguyên mẫu, từ bạn văn chương tới chính khách. Không khó gì để nhận ra nhân vật chính trong sách, Ba Danh, là hình mẫu của chính khách Nguyễn Bá Thanh. Cũng có người nghi ngờ: Phải chăng việc đưa hàng loạt người nổi tiếng trên nhiều lĩnh vực vào tiểu thuyết, có phải chiêu câu khách của tác giả? Ông trả lời “Tôi đưa các nguyên mẫu vào tiểu thuyết chẳng phải là “chiêu” để cuốn sách được để ý. Đơn giản, trong quá trình vận động của câu chuyện, đến chỗ cần phải đưa nguyên mẫu vào thì tôi làm. Có những nhân vật không cần đổi tên, khi đọc lại tôi thấy vẫn ổn”. 
Năm 2021, thành tựu cả cuộc đời sáng tạo của Thái Bá Lợi vừa được Nhà xuất bản Hội Nhà văn tập hợp trong Thái Bá Lợi tuyển tập, một bộ sách dày trên 3000 trang gồm 5 quyển (quyển 1: Truyện ngắn, bút ký; quyển 2: Tiểu thuyết Thung lũng tình yêu, Thung lũng thử thách; quyển 3: Tiểu thuyết Bán đảo, Họ cùng thời với những ai, Trùng tu; quyển 4: Tiểu thuyết Khê ma ma, Minh sư; quyển 5: Tiểu thuyết Câu chuyện Đà Nẵng và những bài viết về nhà văn Thái Bá Lợi). Đây được xem là tuyển tập đầy đủ nhất các tác phẩm của nhà văn Thái Bá Lợi.
Năm 2012, ông được tặng Giải thưởng Nhà nước về Văn học Nghệ thuật với các tác phẩm: Họ cùng thời với những ai (tiểu thuyết), Trùng tu (tiểu thuyết 

## Tác phẩm chính

### Văn xuôi[9]
- Vùng chân Hòn Tàu (truyện ngắn, 1978)
- Thung lũng thử thách (tiểu thuyết, 1978)
- Họ cùng thời với những ai (tiểu thuyết, 1981)
- Bán đảo (truyện, 1983)
- Còn lại với thời gian (tiểu thuyết, 1989)
- Đội hành quyết (truyện ngắn, 1994)
- Trùng tu (tiểu thuyết, 2003)
- Khê ma na (tiểu thuyết, 2003).

### Tuyển tập
- Thái Bá Lợi tuyển tập (Nhà xuất bản Hội Nhà văn, 2021)

## Vinh danh
- Giải thưởng Nhà nước về Văn học Nghệ thuật năm 2012

### Giải thưởng văn học
- Giải thưởng tạp chí Văn nghệ quân đội, 1974

- Giải thưởng Hội Nhà văn Việt Nam, 1983
- Giải A, Ủy ban toàn quốc Liên hiệp các hội VHNT Việt Nam, 2004
- Giải B (không có giải A), Giải thưởng văn học – nghệ thuật thành phố Đà Nẵng, 2001 - 2005

- Giải thưởng Hội Nhà văn Việt Nam, 2010; Giải thưởng văn học Đông Nam Á (S.E.A Write Award), 2013